# Ministerio Secretaría General de la Presidencia de Chile
El Ministerio Secretaría General de la Presidencia (MINSEGPRES - SEGPRES) es uno de los ministerios de Estado de Chile. La finalidad de quien asume el cargo de ministro Secretario General de la Presidencia es brindar soporte, consejos y ayuda al presidente de la República y sus restantes ministros de Estado en las relaciones del Gobierno (poder ejecutivo) con el Congreso Nacional (poder legislativo) —sirviendo como enclave entre los dos poderes—, y seguir el curso de los proyectos de ley que se encuentren en trámite. La ministra titular es Macarena Lobos Palacios y el subsecretario respectivo es Nicolás Facuse Vásquez, actuando bajo el gobierno de Gabriel Boric.

## Historia
Tras el golpe de Estado de 1973, una de las primeras acciones de la dictadura militar encabezada por el general Augusto Pinochet fue la creación, el día 12 de septiembre, del Comité de Asesoría y Coordinación Jurídica de la Junta de Gobierno, organismo que tenía la misión de asesorar a la Junta en iniciativas de carácter legislativo y de otros asuntos jurídicos. Dos semanas después de su creación, pasó a depender de la Secretaría General de Gobierno, y posteriormente, en mayo de 1974, quedó bajo la dependencia del recién creado Comité Asesor de la Junta de Gobierno, organismo que mantenía un rol consultivo, pero cuya jefatura ahora adquiría el rango de ministro.
En 1977 Augusto Pinochet creó el Estado Mayor Presidencial como órgano consultivo que asesora directamente a Presidencia, y dejó al Comité Asesor de la Junta de Gobierno subordinado a este. En 1981 decidió unir el Comité Asesor y la Comisión Nacional de la Reforma Administrativa —creada en 1973 por el Decreto Ley 212— en un solo organismo, denominado Comité Asesor Presidencial.
En 1983 el Comité Asesor Presidencial se transformó en Secretaría General de la Presidencia, organismo dependiente directamente de Presidencia y encargado de asesorar al jefe de Estado «en el ejercicio de sus funciones administrativas y colegisladoras, y en los demás casos en que éste lo requiera, proporcionándole la información necesaria para la adopción de las decisiones que procedan». La Secretaría quedó a cargo de un funcionario con el título de «Secretario General de la Presidencia» y rango de ministro de Estado.
Con el retorno a la democracia, en mayo de 1990 el presidente Patricio Aylwin presentó un proyecto de ley para transformar la Secretaría en el Ministerio Secretaría General de la Presidencia. En su mensaje al Congreso, el presidente Aylwin justificó la necesidad de esta transformación al hecho de que, «además de otorgar al desempeño de sus funciones el rango que merecen, se ajuste a las exigencias de la vida política democrática radicándolas en una institución cuyas competencias estén legalmente definidas y que, al igual que todo otro ministerio, sea sujeto de responsabilidad política y esté abierto al escrutinio público». El proyecto de ley fue aprobado por el Congreso y promulgado como Ley 18993 el 8 de agosto de 1990.

## Organización
Dependió de este ministerio la Comisión Nacional del Medio Ambiente (CONAMA), entre 1994 y 2010, y la Agencia Chilena para la Calidad e Inocuidad Alimentaria (ACHIPIA), entre 2005 y 2011. El primer organismo fue disuelto, creándose el Ministerio del Medio Ambiente; mientras que el segundo, fue traspasado al Ministerio de Agricultura.

### Divisiones
El ministerio está compuesto por las siguientes seis divisiones:
- División Jurídico-Legislativa (DJL): a esta división le corresponde asesorar jurídicamente al presidente de la República, cuando así lo solicite, para cuyo efecto podrá requerir informes a los Ministerios por orden del Presidente; efectuar, sin competencia resolutiva, la revisión técnico legal y de coherencia global de los Decretos Supremos; participar en la elaboración de la agenda legislativa del Gobierno y en la revisión y estudio de los anteproyectos respectivos, pudiendo proponer opciones legislativas al Presidente, previa consulta con el ministro del Interior; hacer el seguimiento de los proyectos de ley en trámite parlamentario, y llevar un archivo de las iniciativas legales en trámite y de su estado de avance.
- División de Relaciones Políticas e Institucionales (DIREPOL): asesora al presidente de la República, encargándose del establecimiento de relaciones de cooperación entre el Ejecutivo y el Congreso Nacional tendientes a la ejecución de la agenda legislativa del gobierno, así como el anticipo y manejo de conflictos relativos a la acción político-legislativa. También se relaciona con las organizaciones de la sociedad civil en cuanto a sus demandas vinculadas a la agenda legislativa.
- División de Administración General (DAG): la DAG es la encargada de obtener y proveer los recursos humanos, financieros y materiales para la normal operación del Ministerio, y ejecutar las acciones tendientes a optimizar su aprovechamiento.

### Comisión de Integridad y Transparencia

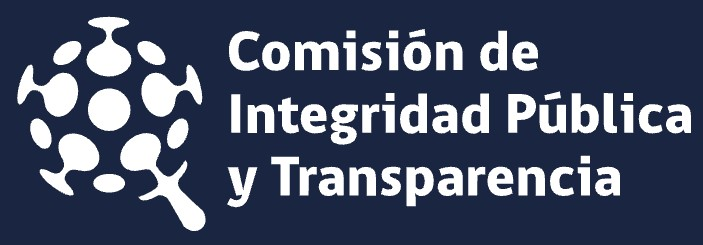
Logotipo oficial de la Comisión (2018).

La Comisión Asesora Presidencial para la Integridad Pública y Transparencia, también conocida como Comisión de Integridad y Transparencia, es una comisión asesora de la presidencia de la República, creada durante el segundo gobierno del presidente Sebastián Piñera por el decreto n.° 14, del 11 de octubre de 2018. Tiene como misión «coordinar, impulsar y coordinar a los distintos servicios públicos hacia el fortalecimiento de la integridad pública, la probidad y transparencia en el ejercicio de sus funciones, y velar por el incremento en la calidad del servicio que entregan las instituciones públicas a la ciudadanía». Es la continuidad de la Comisión Asesora Presidencial para la Protección de los Derechos de las Personas (Comisión Defensora Ciudadana), creada por la presidenta Michelle Bachelet Jeria en su primer mandato.
Asimismo, entre las principales funciones de la Comisión se encuentran:
- Asesorar al presidente de la República y a los distintos servicios públicos en materias de integridad pública, probidad y transparencia en el ejercicio de la función pública, contribuyendo al fortalecimiento y promoción de estos derechos.[15]
- Velar por el incremento en la calidad del servicio público a través de asesorías, fomentando de esa forma la defensa y promoción de los derechos de las personas ante los órganos de la administración del Estado.[15]

### Convención Constitucional
Dependió de este ministerio, a través de la Subsecretaría General de la Presidencia, la «Unidad de Secretaría Administrativa de la Convención Constitucional», encargada de prestar ayuda y coordinar el apoyo técnico, administrativo y financiero en la instalación y funcionamiento de la Convención Constitucional que redactará una nueva carta fundamental del país. Inició sus funciones el 1 de febrero de 2021, estando compuesta por dieciséis asesores y su primer secretario ejecutivo —el cual es designado por el ministro— fue Francisco Encina Morales, quien asumió dicho cargo el 15 de marzo, renunciando el 7 de julio del mismo año, siendo reemplazado por Catalina Parot. Parot renunció a su cargo el 9 de agosto, siendo reemplazada el 13 del mismo mes por Matías Cox Campos, quien se desempeña como fiscal del Ministerio Secretaría General de la Presidencia.

## Lista de ministros

#### Jefe de Estado Mayor Presidencial
| Titular | Titular                     | Partido                 | Partido | Inicio                  | Final | Presidente | Presidente       |
| ------- | --------------------------- | ----------------------- | ------- | ----------------------- | ----- | ---------- | ---------------- |
|         | Sergio Covarrubias Sanhueza |                         | Militar | 11 de julio de 1974     | 1979  |            | Augusto Pinochet |
|         | René Escauriaza Alvarado    | 12 de febrero de 1979   | Militar | 16 de octubre de 1979   |       |            | Augusto Pinochet |
|         | Santiago Sinclair Oyaneder  | 17 de octubre de 1979   | Militar | 6 de diciembre de 1985  |       |            | Augusto Pinochet |
|         | Sergio Valenzuela Ramírez   | 6 de diciembre de 1985  | Militar | 15 de noviembre de 1988 |       |            | Augusto Pinochet |
|         | Jorge Ballerino Sandford    | 15 de noviembre de 1988 | Militar | 11 de marzo de 1990     |       |            | Augusto Pinochet |

### Ministro Secretario General de la Presidencia
| N.º | Titular | Titular                              | Partido | Inicio                   | Final                    | Presidente | Presidente              | Partido |
| --- | ------- | ------------------------------------ | ------- | ------------------------ | ------------------------ | ---------- | ----------------------- | ------- |
| 1   |         | Edgardo Boeninger Kausel             | PDC     | 11 de marzo de 1990      | 11 de marzo de 1994      |            | Patricio Aylwin         | PDC     |
| 2   |         | Genaro Arriagada Herrera             | PDC     | 11 de marzo de 1994      | 28 de septiembre de 1996 |            | Eduardo Frei Ruiz-Tagle | PDC     |
| 3   |         | Juan Villarzú Rohde                  | PDC     | 28 de septiembre de 1996 | 1 de agosto de 1998      |            | Eduardo Frei Ruiz-Tagle | PDC     |
| 4   |         | John Biehl del Río                   | IND     | 1 de agosto de 1998      | 22 de junio de 1999      |            | Eduardo Frei Ruiz-Tagle | PDC     |
| 5   |         | José Miguel Insulza Salinas          | PS      | 22 de junio de 1999      | 11 de marzo de 2000      |            | Eduardo Frei Ruiz-Tagle | PDC     |
| 6   |         | Álvaro García Hurtado                | PPD     | 11 de marzo de 2000      | 7 de enero de 2002       |            | Ricardo Lagos           | PPD     |
| 7   |         | Mario Fernández Baeza                | PDC     | 7 de enero de 2002       | 3 de marzo de 2003       |            | Ricardo Lagos           | PPD     |
| 8   |         | Francisco Huenchumilla Jaramillo     | PDC     | 3 de marzo de 2003       | 3 de junio de 2004       |            | Ricardo Lagos           | PPD     |
| 9   |         | Eduardo Dockendorff Vallejos         | PDC     | 3 de junio de 2004       | 11 de marzo de 2006      |            | Ricardo Lagos           | PPD     |
| 10  |         | Paulina Veloso Valenzuela            | PS      | 11 de marzo de 2006      | 26 de marzo de 2007      |            | Michelle Bachelet       | PS      |
| 11  |         | José Antonio Viera-Gallo Quesney     | PS      | 26 de marzo de 2007      | 11 de marzo de 2010      |            | Michelle Bachelet       | PS      |
| 12  |         | Cristián Larroulet Vignau            | IND     | 11 de marzo de 2010      | 11 de marzo de 2014      |            | Sebastián Piñera        | IND     |
| 13  |         | Ximena Rincón González               | PDC     | 11 de marzo de 2014      | 11 de mayo de 2015       |            | Michelle Bachelet       | PS      |
| 14  |         | Jorge Insunza Gregorio de Las Heras  | PPD     | 11 de mayo de 2015       | 7 de junio de 2015       |            | Michelle Bachelet       | PS      |
| -   |         | Patricia Silva Meléndez (subrogante) | PS      | 7 de junio de 2015       | 27 de junio de 2015      |            | Michelle Bachelet       | PS      |
| 15  |         | Nicolás Eyzaguirre Guzmán            | PPD     | 27 de junio de 2015      | 31 de agosto de 2017     |            | Michelle Bachelet       | PS      |
| 16  |         | Gabriel de la Fuente Acuña           | PS      | 31 de agosto de 2017     | 11 de marzo de 2018      |            | Michelle Bachelet       | PS      |
| 17  |         | Gonzalo Blumel Mac Iver              | Evópoli | 11 de marzo de 2018      | 28 de octubre de 2019    |            | Sebastián Piñera        | IND     |
| 18  |         | Felipe Ward Edwards                  | UDI     | 28 de octubre de 2019    | 4 de junio de 2020       |            | Sebastián Piñera        | IND     |
| 19  |         | Claudio Alvarado Andrade             | UDI     | 4 de junio de 2020       | 28 de julio de 2020      |            | Sebastián Piñera        | IND     |
| 20  |         | Cristián Monckeberg Bruner           | RN      | 28 de julio de 2020      | 6 de enero de 2021       |            | Sebastián Piñera        | IND     |
| 21  |         | Juan José Ossa Santa Cruz            | RN      | 6 de enero de 2021       | 11 de marzo de 2022      |            | Sebastián Piñera        | IND     |
| 22  |         | Giorgio Jackson Drago                | RD      | 11 de marzo de 2022      | 6 de septiembre de 2022  |            | Gabriel Boric           | CS      |
| 23  |         | Ana Lya Uriarte Rodríguez            | PS      | 6 de septiembre de 2022  | 19 de abril de 2023      |            | Gabriel Boric           | CS      |
| 24  |         | Álvaro Elizalde Soto                 | PS      | 19 de abril de 2023      | 4 de marzo de 2025       |            | Gabriel Boric           | FA      |
| 25  |         | Macarena Lobos Palacios              | IND     | 4 de marzo de 2025       | En el cargo              |            | Gabriel Boric           | FA      |

- Partidos:

     – Independiente (IND)
     – Partido Demócrata Cristiano (PDC)
     – Partido Socialista de Chile (PS)
     – Partido Por la Democracia (PPD)
     – Evolución Política (Evópoli)
     – Renovación Nacional (RN)
     – Unión Demócrata Independiente (UDI)
     – Convergencia Social (CS)
     – Revolución Democrática (RD)
     – Frente Amplio (FA)

## Jefes de gabinete (1990-)
El jefe de gabinete, es un funcionario de máxima confianza designado por el presidente de la República para desempeñarse como su asesor, coordinador, consejero y colaborador directo, en ejercicio de sus funciones plenas; integrando de esa manera el llamado "círculo más pequeño" al interior del Palacio de La Moneda. Mantiene un perfil público reservado y discreto, a diferencia de los otros colaboradores del presidente —como los ministros de Estado y derivados— y no se relaciona con el poder legislativo ni tampoco con el poder judicial, a diferencia de los anteriormente mencionados. A continuación se muestra una tabla de las figuras que han ejercido como jefes de gabinete de la Presidencia desde el retorno a la democracia, en 1990.
| Titular                         | Inicio                | Final                 | Partido | Presidente                 |
| ------------------------------- | --------------------- | --------------------- | ------- | -------------------------- |
| Carlos Bascuñán Edwards         | 11 de marzo de 1990   | 11 de marzo de 1994   | PDC     | Patricio Aylwin Azócar     |
| Miguel Ángel Salazar            | 11 de marzo de 1994   | 11 de marzo de 2000   | PDC     | Eduardo Frei Ruiz-Tagle    |
|                                 | 11 de marzo de 2000   | enero de 2002         | PPD     | Ricardo Lagos Escobar      |
| Matías de la Fuente             | enero de 2002         | marzo de 2003         | PPD     | Ricardo Lagos Escobar      |
| Enrique Paris Horvitz           | marzo de 2003         | 11 de marzo de 2006   | PPD     | Ricardo Lagos Escobar      |
| Rodrigo Peñailillo Briceño      | 11 de marzo de 2006   | 11 de marzo de 2010   | PPD     | Michelle Bachelet Jeria    |
| Magdalena Piñera Morel          | 11 de marzo de 2010   | 11 de marzo de 2014   | RN      | Sebastián Piñera Echenique |
| Paula Narváez Ojeda             | 11 de marzo de 2014   | 14 de julio de 2014   | PS      | Michelle Bachelet Jeria    |
| Ana Lya Uriarte                 | 14 de julio de 2014   | 11 de marzo de 2018   | PS      | Michelle Bachelet Jeria    |
| Magdalena Díaz                  | 11 de marzo de 2018   | 22 de febrero de 2020 | Ind.    | Sebastián Piñera Echenique |
| Josefina Movillo Matta          | 22 de febrero de 2020 | 11 de marzo de 2022   | Ind.    | Sebastián Piñera Echenique |
| Matías Meza-Lopehandía Glaesser | 11 de marzo de 2022   | 7 de enero de 2023    | CS      | Gabriel Boric Font         |
| Carlos Durán Migliardi          | 9 de enero de 2023    | en el cargo           | CS      | Gabriel Boric Font         |

### Redes sociales
- Ministerio Secretaría General de la Presidencia de Chile en X (antes Twitter)
- Ministerio Secretaría General de la Presidencia de Chile en Instagram
- Ministerio Secretaría General de la Presidencia de Chile en Facebook

- Datos: Q11692896
- Multimedia: Ministry General Secretariat of the Presidency of Chile / Q11692896